# ジェルジェーイ
ジェルジェーイ（イタリア語: Gergei）は、イタリア共和国サルデーニャ州南サルデーニャ県にある、人口約1,200人の基礎自治体（コムーネ）。

## 地理

### 位置・広がり

#### 隣接コムーネ
隣接するコムーネは以下の通り。
- バルーミニ
- エスコルカ
- ジェストゥリ
- イジーリ
- マンダス
- セッリ